# Мдивани, Георгий Давидович
Гео́ргий Дави́дович Мдива́ни (13 (26) сентября 1905, село Багдати — 11 октября 1981) — советский драматург и киносценарист. Заслуженный деятель искусств Грузинской ССР (1961), лауреат Государственной премии Азербайджанской ССР (1978).

## Биография
Дебютировал в 1922 году в качестве драматурга. Писал на грузинском и русском языке. Автор многих остроконфликтных и публицистических пьес, киносценариев. Член ВКП(б) с 1944 года.
Жена — артистка эстрады (художественный свист) Таиса Савва (1907—1973).

## Творчество

### Пьесы
- 1936 — «Алькасар»[4] (Московский Камерный театр, Театр имени Ш. Руставели)
- 1937 — «Честь»
- 1939 — «Завещание»
- 1941 — «Батальон идёт на Запад»
- 1941 — «Приказ по фронту»[5]
- 1942 — «Партизаны»
- 1942 — «Небо Москвы»
- 1944 — «Багратион»
- 1949 — «Кто виноват»
- 1950 — «Люди доброй воли»
- 1952 — «Новые времена»
- 1956 — «Тревожная ночь»
- 1959 — «Сердце матери»
- 1961 — «День рождения Терезы»[6]
- 1963 — «Украли консула»
- 1966 — «Твой дядя Миша»
- 1971 — «Большая мама»

### Сценарии
- 1929 — Моя бабушка
- 1930 — Американка
- 1936 — Крылатый маляр
- 1942 — Мост
- 1946 — В горах Югославии
- 1947 — Рядовой Александр Матросов
- 1954 — Опасные тропы
- 1955 — Солдат Иван Бровкин
- 1956 — Наш двор
- 1958 — Иван Бровкин на целине
- 1958 — Последний из Сабудара
- 1960 — Конец старой Берёзовки
- 1961 — Добрые люди
- 1962 — Большая дорога
- 1966 — Хевсурская баллада
- 1967 — Звёзды и солдаты
- 1968 — Далеко на западе
- 1970 — Посланники вечности
- 1970 — Подсолнухи
- 1974 — Моя судьба
- 1977 — Бухта радости
- 1980 — Дом на Лесной

### Опера
- «Великая дружба»